# Zahirabad-e Astane
Zahirabad-e Astane (perski: ظهيراباداستانه) – miejscowość w Iranie, w ostanie Markazi. W 2006 roku miejscowość liczyła 1001 mieszkańców w 203 rodzinach.